# 君主崇拜
君主崇拜，指崇拜君主的信仰文化，伴隨古人的君權神授說而產生的。对君主的个人崇拜通常伴随着对君主进行神化的过程。

## 历史
中國古代以帝王為天子，即“天的兒子”，對其崇拜。
古代高句丽人的酋長有稱天帝子的習慣：如解慕漱、金蛙和朱蒙。
日本直到二戰戰敗為止，都一直將天皇尊敬為神，神道教現仍是日本民族当中的一個信仰。
在泰國，至今人們普遍對國王十分尊崇，尊號是拉瑪，即借用印度神話英雄羅摩的名號，意指國教佛教說的僅次於佛陀的英雄轉輪聖王。
尼泊爾的國王是毗溼奴第十一個化身。
在西方，西亞北非歐洲一帶，有觀點認為君主崇拜始於古埃及。古埃及法老認為他們是神的兒子，所以法老就是地上的神。這個傳統一直流傳到埃及最後一任法老克麗奧佩脫拉七世。
自從凱撒大帝稱帝，並消滅埃及之後，這個傳統流傳到羅馬，但凱撒大帝並未有自稱為神，而是容許他的一個刻有銘文Deo Invicto的雕像的樹立，意思指他是“不敗的神”。在羅馬帝國，自公元37年登基的該猶王開始，
歐洲的君主崇拜自從君士坦丁大帝改信基督教以後就被廢止。作為閃米特一神諸教源頭的古以色列人的君主崇拜體現在，猶太教崇拜他們預期中成為未來新的猶太國的君主彌賽亞，(基督本意指以色列人的塗過油的國王，和日後基督教所理解的基督概念有別，而按基督教的解釋是猶太教的解釋是過時或錯誤的)，古以色列人將这种塗過油的國王当作救世主進行崇拜，認為他會拯救他們的民族。
在古代以至现在的其它许多地区，也存在君主崇拜。海島民族一般也有尊崇君主的傳統。